# Okura Satoshi
Satoshi Okura (sinh ngày 22 tháng 5 năm 1969) là một cầu thủ bóng đá người Nhật Bản.

## Sự nghiệp câu lạc bộ
Satoshi Okura đã từng chơi cho Kashiwa Reysol, Júbilo Iwata và Brummell Sendai.